# SAP Business Client
Der SAP Business Client ist eine Anwendungssoftware zum Zugriff auf Geschäftsanwendungen von SAP.

## Konzept
Wie beim SAP GUI für Windows handelt es sich beim SAP Business Client um ein Windows-Programm.
Der SAP Business Client erleichtert den zentralen Zugriff auf SAP-Geschäftsanwendungen, welche mit Hilfe unterschiedlicher User Interface Technologien entwickelt wurden.
Das Programm ist eine Desktop-Anwendung, die als zentraler Einstiegspunkt auf Geschäftsanwendungen dient und eine einheitliche, rollen- und web-basierte Benutzungsoberfläche bietet. Das UI ist tab-basiert, wie bei anderen modernen Web-Browsern (z. B. Microsoft Edge), wird in unterschiedlichen Designs ausgeliefert, die auch individuell angepasst werden können.
Durch die Integration mit dem SAP GUI für Windows können im SAP Business Client nicht nur web-basierte Inhalte angezeigt werden wie in herkömmlichen Browsern (z. B. UI5 Apps, WebDynpro-ABAP Apps, Floorplan Manager Apps), sondern auch Dynpros (Abkürzung für „Dynamisches Programm“). Dynpros werden auch als (Dialog)-Transaktionen bezeichnet und sind eigenständige Komponenten eines ABAP-Programms. Heute wird in dieser klassischen User Interface Technologie kaum noch entwickelt. Jedoch gibt es zahlreiche Unternehmen, die noch mit diesen Transaktionen arbeiten.

## Implementierung
Das Programm kann sowohl lokal als auch remote über das Netzwerk von einem ABAP-Server aus gestartet werden. Der Endbenutzer startet den Client über die Desktop App, oder über eine URL.
Wie beim SAP-Logon wird in der Systemauswahl (System Selector) eine Liste mit Systemen angezeigt, die dem Benutzer vom Systemadministrator zur Verfügung gestellt werden.

## Verbindungstypen

### Fiori Launchpad
Mit diesem Verbindungstyp ist es möglich, ein SAP Fiori Launchpad im SAP Business Client anzuzeigen. In einem Launchpad werden die Apps von sogenannten Kacheln repräsentiert. Ein Klick auf eine Kachel öffnet die Geschäftsanwendung. Die Integration des Launchpad in den SAP Business Client hat den Vorteil, dass hier Dialogtransaktionen, wie z. B. VA01, direkt im SAP GUI für Windows geöffnet werden können, indem der eingebettete SAP GUI für Windows benutzt wird. Im Fiori Launchpad dagegen werden Transaktionen mit dem SAP GUI für HTML geöffnet. Zudem gewährleistet die Integration des gesamten Launchpad eine reibungslose Navigation zwischen den angebotenen Inhalten. Sidepanels werden mit diesem Verbindungstyp ebenfalls unterstützt. SAP schlägt damit eine Brücke zwischen den etablieren und neuen UI-Technologien. Der Umstieg von älteren SAP UI Technologien auf z. B. SAP Fiori wird damit erleichtert.

### SAP Business Client
Mit diesem Verbindungstyp können sowohl klassische als auch web-basierte Inhalte angezeigt werden. Als Einstiegspunkt erhält man eine Indexpage mit sogenannten Workcenter von denen aus auf die relevanten Inhalte verlinkt wird. Die Seiteninhalte werden über die PFCG (Profilgenerator der Rollenpflege) konfiguriert und sind rollenbasiert. Searchprovider können eingerichtet werden und es gibt die Möglichkeit, mit kontextsensitiven Sidepanels zu arbeiten.

### SAP Logon
Dieser Verbindungstyp entspricht dem SAP GUI für Windows Logon. Wenn das SAP-Logon vom SAP Business Client aus gestartet wird, muss nicht noch ein zusätzlicher Client geöffnet werden und es können Tabs benutzt werden, die es im Logon des SAP GUI für Windows nicht gibt.

## Versionshistorie
| Version | Veröffentlichung | Beschreibung |
| ------- | ---------------- | --- |
| 3.0     | 2010             | Desktop Client basierend auf SAP Signature Design. Durch die Verwendung mehrerer Rendering Engines können erstmals Anwendungen in einem einzigen zentralen Einstiegspunkt in verschiedenen UI-Technologien angezeigt werden. Wie zum Beispiel klassischen SAP-GUI-UIs, Web-Dynpro-UIs, BSP-Seiten und anderen Inhalten.                                                                                    |
| 3.5     | 2012, Mai        | Einführung der sogenannten Sidepanels. In den Sidepanels kann in Abhängigkeit zur Hauptanwendung zusätzlicher Inhalt angezeigt werden (kontextsensitiv). |
| 4.0     | 2012, September  | Mit dieser Version werden Browsertabs unterstützt, wie bei anderen modernen Browsern z. B Google Chrome oder Microsoft Edge. |
| 5.0     | 2014             | Erweiterte Integration mit SAP GUI für Windows 7.40. NWBC kann das Format der SAP-UI-Landschaft lesen, schreiben und parsen. Der Dialog Systemauswahl basiert jetzt auf SAPUILandscapeGlobal.xml (Administratorkonfigurationsdatei) unter %APPDATA%\SAP\Common und NwbcOptions.xml. Eine neue Benutzerkonfigurationsdatei ist unter dem Dateinamen SAPUILandscape.xml implementiert.                       |
| 6.0*    | 2015             | SAP Business Client 6.0 enthält einen zusätzlichen Systemverbindungstyp, die SAP Fiori Launchpad Verbindung. SAP Business Client fungiert als Windows-Desktop-Browser für das SAP Fiori Launchpad, mit der Fähigkeit, klassische Dynpro-Anwendungen (SAP-GUI-Transaktionen) durch ein eingebettetes SAP GUI für Windows zu starten.                                                                        |
| 6.5     | 2017             | Einführung eines neuen Themes: SAP Belize. Ab PL5, Integration eines Chromium-basierten web browser control als alternative Rendering-Engine zu Microsoft Internet Explorer. |
| 7.0     | 2019             | Bietet Verbesserungen für Endbenutzer und Administratoren in den Bereichen Themes, Favoriten, Systemverbindungsdefinition. |
| 7.70    | 2021             | Integriert das Chromium-basierte Edge-Browser-Control, ermöglicht die Verwendung unterschiedlicher Browser-Controls über verschiedene Tabs hinweg (dynamisch), bietet das SAP Quartz-Theme (Dark & Light) und zahlreiche weitere Verbesserungen in den Bereichen Systemverbindungen, Layout und Session-Management. Darüber hinaus ist der SAP Business Client erstmals auch als 64-bit-Version verfügbar. |
| 8.0     | 2023             | Ermöglicht die Inplace-Navigation zwischen Webanwendungen und SAP GUI für Windows-Transaktionen, implementiert eine vollwertige Historie, bettet die SAP Build Work Zone (Cloud Anwendung) ein und unterstützt: SAP GUI für Windows 8.00 als 32-bit- und 64-bit-Version vollständig. Darüber hinaus haben Verbesserungen in Bezug auf Theming und Favoritenverwaltung ihren Weg in diese Version gefunden. |

*Mit Version 6.0 erhält der Client einen neuen Namen. Es erfolgte eine Umbenennung von SAP NetWeaver Business Client zu SAP Business Client.

## SAP Business Client und Microsoft Edge Browser Control
Vor der Einführung von Microsoft Edge wurde das Cef Chromium Control zusammen mit dem SAP Business Client installiert. Sicherheitskorrekturen wurden mit SAP Business Client Patches ausgeliefert. Um die Sicherheit der Software zu erhöhen, musste immer das aktuelle Patch eingespielt werden. Das Microsoft Edge Control basiert auf der Microsoft WebView2 runtime. Diese wird nicht zusammen mit dem SAP Business Client ausgeliefert. Updates und Sicherheitskorrekturen für die Microsoft WebView2 runtime werden somit direkt von Microsoft durch Microsoft Updates eingespielt und stehen dadurch automatisch zur Verfügung.